# Норберт Пацлавський
Норберт Пацлавський (пол. Norbert Pacławski, нар. 19 лютого 2004, Ряшів, Польща) — польський футболіст, нападник клубу «Погонь» (Гродзиськ-Мазовецький).

## Ігрова кар'єра

### Клубна
Норберт Пацлавський народився у місті Ряшів на сході Польщі. Займатися футболом почав в академії клубу «Леха» з Познані, де пройшов від молодіжної команди до основи. У травні 2021 року Пацлавський дебютував у матчах Екстракласи.

### Збірна
З 2022 року Норберт Пацлавський є гравцем юнацької збірної Польщі (U-18).